# Topographieverordnung für Kärnten (1977)

Beispiel einer zweisprachigen Ortstafel in der Gemeinde Zell/Sele

Die Topographieverordnung aus dem Jahr 1977 ist eine Durchführungsverordnung, durch welche die Bestimmungen des Volksgruppengesetzes aus dem Jahr 1976 erst anwendbar werden. Ein Teil der Verordnung wurde durch den Verfassungsgerichtshof im Jahr 2001 als verfassungswidrig aufgehoben.
- Kurztitel der Verordnung: Verordnung über topographische Bezeichnungen
- Langtitel der Verordnung: Verordnung der Bundesregierung vom 31. Mai 1977 über die Bestimmung von Gebietsteilen, in denen topographische Bezeichnungen in deutscher und slowenischer Sprache anzubringen sind
- Veröffentlicht per BGBl. Nr. 306/1977

Die Verordnung wurde noch nicht zur Gänze umgesetzt.

## Text der Topographieverordnung
StF: BGBl. Nr. 306/1977
§ 1. In folgenden Gebietsteilen (§ 2 Abs. 1 Z 2 des Volksgruppengesetzes, BGBl. Nr. 396/1976) sind Bezeichnungen und Aufschriften topographischer Natur, die von Gebietskörperschaften, Körperschaften und Anstalten des öffentlichen Rechts angebracht werden, sowohl in deutscher als auch slowenischer Sprache anzubringen:
1. Im politischen Bezirk Klagenfurt Land: In der Gemeinde Ebental im Gebiet der ehemaligen Gemeinde Radsberg, in der Gemeinde Ferlach im Gebiet der ehemaligen Gemeinde Windisch-Bleiberg, in der Gemeinde Ludmannsdorf in den Gebieten der ehemaligen Gemeinden Ludmannsdorf und Oberdörfl und in der Gemeinde Zell;
2. im politischen Bezirk Völkermarkt: In der Gemeinde Bleiburg in den Gebieten der ehemaligen Gemeinden Feistritz ob Bleiburg und Moos, in der Gemeinde Eisenkappel-Vellach im Gebiet der ehemaligen Gemeinde Vellach, in der Gemeinde Globasnitz und in der Gemeinde Neuhaus im Gebiet der ehemaligen Gemeinde Schwabegg.

(Anm.: aufgehoben durch VfGH, BGBl. II Nr. 37/2002)
§ 2. Ehemalige Gemeinden im Sinne dieser Verordnung sind die von bestehenden Gemeinden (§ 1) erfaßten Gebiete von Gemeinden nach dem Stand zum 15. Mai 1955.

## Verordnung über slowenische Ortsbezeichnungen
In der am selben Tag verabschiedeten Verordnung über slowenische Ortsbezeichnungen (Fundstelle: BGBl. Nr. 308/1977) legte die Bundesregierung die slowenischen Bezeichnungen der zweisprachig auszuschildernden Ortschaften fest.

### Zweisprachige topographische Aufschriften im Bezirk Klagenfurt-Land
Nach den beiden Verordnungen aus dem Jahr 1977 müssen im Bezirk Klagenfurt-Land in 35 Ortschaften zweisprachige topographische Aufschriften angebracht werden.
| Gemeinde     | Ortschaften       | Slowenische Bezeichnung |
| ------------ | ----------------- | ----------------------- |
| Ebenthal     | Kossiach          | Kozje                   |
|              | Kreuth            | Rute                    |
|              | Lipizach          | Lipica                  |
|              | Radsberg          | Radiše                  |
|              | Schwarz           | Dvorec                  |
|              | Tutzach           | Tulce                   |
|              | Werouzach         | Verovce                 |
| Ferlach      | Bodental          | Poden                   |
|              | Loibltal          | Brodi                   |
|              | Strugarjach       | Strugarji               |
|              | Windisch Bleiberg | Slovenji Plajberk       |
| Ludmannsdorf | Bach              | Potok                   |
|              | Edling            | Kajzeze                 |
|              | Fellersdorf       | Bilnjovs                |
|              | Franzendorf       | Branča ves              |
|              | Großkleinberg     | Mala gora               |
|              | Ludmannsdorf      | Bilčovs                 |
|              | Lukowitz          | Koviče                  |
|              | Moschenitzen      | Moščenica               |
|              | Muschkau          | Muškava                 |
|              | Niederdörfl       | Spodnja Vesca           |
|              | Oberdörfl         | Zvrhnja Vesca           |
|              | Pugrad            | Pograd                  |
|              | Rupertiberg       | Na Gori                 |
|              | Selkach           | Želuče                  |
|              | Strein            | Stranje                 |
|              | Wellersdorf       | Velinja ves             |
|              | Zedras            | Sodražava               |
| Zell         | Zell-Freibach     | Sele-Frajbah            |
|              | Zell-Homölisch    | Sele-Homeliše           |
|              | Zell-Koschuta     | Sele-Košuta             |
|              | Zell-Mitterwinkel | Sele-Srednji Kot        |
|              | Zell-Oberwinkel   | Sele-Zvrhnji Kot        |
|              | Zell-Pfarre       | Sele-Fara               |
|              | Zell-Schaida      | Sele-Šajda              |

### Zweisprachige topographische Aufschriften im Bezirk Völkermarkt
Nach den beiden Verordnungen aus dem Jahr 1977 müssen im Bezirk Völkermarkt in 56 Ortschaften zweisprachige topographische Aufschriften angebracht werden.
| Gemeinde              | Ortschaften             | Slowenische Bezeichnung |
| --------------------- | ----------------------- | ----------------------- |
| Bleiburg              | Aich                    | Dob                     |
|                       | Dobrowa                 | Dobrova                 |
|                       | Draurain                | Brege                   |
|                       | Einersdorf              | Nonča ves               |
|                       | Kömmelgupf              | Vrh                     |
|                       | Kömmel                  | Komelj                  |
|                       | Moos                    | Blato                   |
|                       | Replach                 | Replje                  |
|                       | Rinkenberg              | Vogrče                  |
|                       | Rinkolach               | Rinkole                 |
|                       | Ruttach                 | Rute                    |
|                       | Schilterndorf           | Cirkovče                |
|                       | Wiederndorf             | Vidra ves               |
| Eisenkappel-Vellach   | Blasnitzen              | Spodnja Plaznica        |
|                       | Ebriach                 | Obirsko                 |
|                       | Koprein Petzen          | Pod Peco                |
|                       | Koprein Sonnseite       | Koprivna                |
|                       | Leppen                  | Lepena                  |
|                       | Lobnig                  | Lobnik                  |
|                       | Rechberg                | Reberca                 |
|                       | Remschenig              | Remšenik                |
|                       | Trögern                 | Korte                   |
|                       | Unterort                | Podkraj                 |
|                       | Vellach                 | Bela                    |
|                       | Weißenbach              | Bela                    |
|                       | Zauchen                 | Suha                    |
| Feistritz ob Bleiburg | Dolintschitschach       | Dolinčiče               |
|                       | Feistritz ob Bleiburg   | Bistrica nad Pliberkom  |
|                       | Gonowetz                | Konovece                |
|                       | Hinterlibitsch          | Suha                    |
|                       | Hof                     | Dvor                    |
|                       | Lettenstätten           | Letina                  |
|                       | Penk                    | Ponikva                 |
|                       | Pirkdorf                | Breška ves              |
|                       | Rischberg               | Rižberg                 |
|                       | Ruttach-Schmelz         | Rute                    |
|                       | St. Michael ob Bleiburg | Šmihel nad Pliberkom    |
|                       | Tscherberg              | Črgoviče                |
|                       | Unterlibitsch           | Podlibič                |
|                       | Unterort                | Podkraj                 |
|                       | Winkel                  | Kot                     |
| Globasnitz            | Globasnitz              | Globasnica              |
|                       | Jaunstein               | Podjuna                 |
|                       | Kleindorf               | Mala ves                |
|                       | St. Stefan              | Šteben                  |
|                       | Slovenjach              | Slovenje                |
|                       | Traundorf               | Strpna ves              |
|                       | Tschepitschach          | Čepiče                  |
|                       | Unterbergen             | Podgora                 |
|                       | Wackendorf              | Večna ves               |
| Neuhaus               | Draugegend              | Pri Dravi               |
|                       | Hart                    | Breg                    |
|                       | Heiligenstadt           | Sveto mesto             |
|                       | Oberdorf                | Gornja ves              |
|                       | Schwabegg               | Žvabek                  |
|                       | Unterdorf               | Dolnja ves              |

## Historische amtliche Quellen
- Alphabetisches Verzeichniß sämmtlicher Orte im Herzogthume Kärnten mit Bezeichnung ihrer Eigenschaft, Angabe der Häuser- und Seelen-Zahl, dann mit der Darstellung ihrer Einreihung in katastral- und Ortsgemeinden, Pfarr-Sprengel, Bezirks-Aemter und Untersuchungs-Gerichte, Klagenfurt 1860, 321 S.[1]
- Vollständiges Ortschaften-Verzeichnis der im Reichsrathe vertretenen Königreiche und Länder nach den Ergebnissen der Volkszählung vom 31. December 1880, Herausgegeben von der K. K. statistischen Central-Commission in Wien. Wien, 2. Ausgabe 1882, (Kärnten/Koroška S. 109–128)[2].